# Gostycyn (przystanek kolejowy)
Gostycyn – przystanek kolejowy w Gostycynie, w gminie Gostycyn, w powiecie świeckim, w województwie kujawsko-pomorskim.
Stacja Gostycyn uruchomiona została w 1914 roku, wraz z oddaniem do użytku odcinka linii łączącego Tucholę ze stacją Pruszcz Bagienica. Budynek dworcowy służył pasażerom do 1993 i jest obiektem mało wyróżniającym się architektonicznie. Na wschód od stacji jest zachowany stalowy most kolejowy nad rzeką Kamionką.